# Jonathan Donado
Jhonatan Donado Cardales (Necoclí, Colombia, 16 de febrero de 1991) es un exfutbolista colombiano que se desempeñó como delantero.

## Trayectoria

### Boyacá Chicó
Luego de estar 3 años en el fútbol nicaragüense, es contratado oficialmente por el Boyacá Chicó el 30 de enero de 2017.

## Clubes
| Club                | País                | Año                 | Partidos | Goles |
| ------------------- | ------------------- | ------------------- | -------- | ----- |
| Alianza Petrolera   | Colombia            | 2011                | 18       | 1     |
| UNAN Managua        | Nicaragua           | 2014-2016           | 88       | 23    |
| Boyacá Chicó        | Colombia            | 2017                | 8        | 0     |
| Total en su carrera | Total en su carrera | Total en su carrera | 114      | 24    |

## Palmarés

### Campeonatos nacionales
| Título               | Club            | País      | Año  |
| -------------------- | --------------- | --------- | ---- |
| Torneo Apertura 2015 | UNAN Managua FC | Nicaragua | 2015 |